# 阿洛厄竞技足球俱乐部
阿洛厄體育足球會（英語：Alloa Athletic Football Club）是位於蘇格蘭克拉克曼南郡阿洛厄（Alloa）的足球會，為蘇格蘭足球聯賽成員。
球隊因其特出的黃、黑橫間球衣而被暱稱為「黄蜂」（The Wasps），現時的主場球場是遊樂公園球場（Recreation Park，簡稱The Recs），於2007年夏季進行重建，拆卸「希爾頓街階梯看台」（Hilton Road Terrace），並重舖人造草；於克拉克曼南路（Clackmannan Road）一方加建圍牆，在2008年10月開放519座看台供作客球迷入座觀戰。

## 歷史

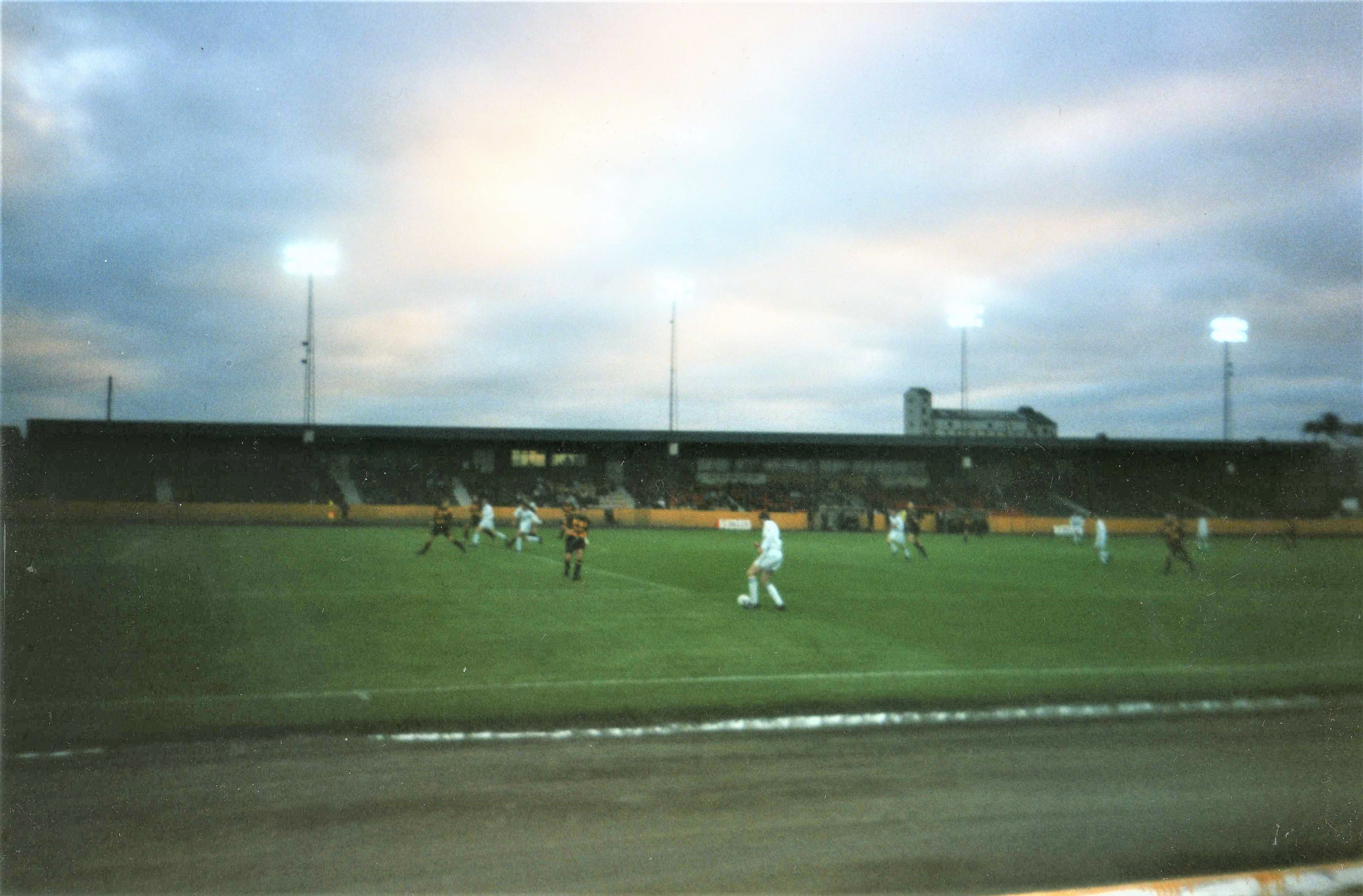
阿洛厄於1997/98年的冠軍球季對伯威克

球會在1878年成立，初時名為「克拉克曼南郡」（Clackmannan County），一年後更名為阿洛厄足球會（Alloa Association Football Club），直到1883年才正名為現今的阿洛厄體育足球會（Alloa Athletic FC），同年加入蘇格蘭足球總會，但直到1921年才獲選加入蘇格蘭足球聯賽，惟在此之前球隊在較低級別亦取得良好成績，包括在1906/07年球季贏得「蘇格蘭足球聯盟」（Scottish Football Union）冠軍，六年後再奪得「中央足球聯賽」（Central Football League）冠軍，在兩次錦標之間亦取得兩屆亞席。
阿洛厄在加入聯賽的首個球季即贏得乙組聯賽冠軍，但升上頂級聯賽僅一季便回降乙組。1938/39年球季阿洛厄再取得升班資格，在新球季展開僅進行了5輪賽事，由於第二次世界大戰爆發而宣佈腰斬。戰後聯賽重開時，阿洛厄僅被置於乙組聯賽。

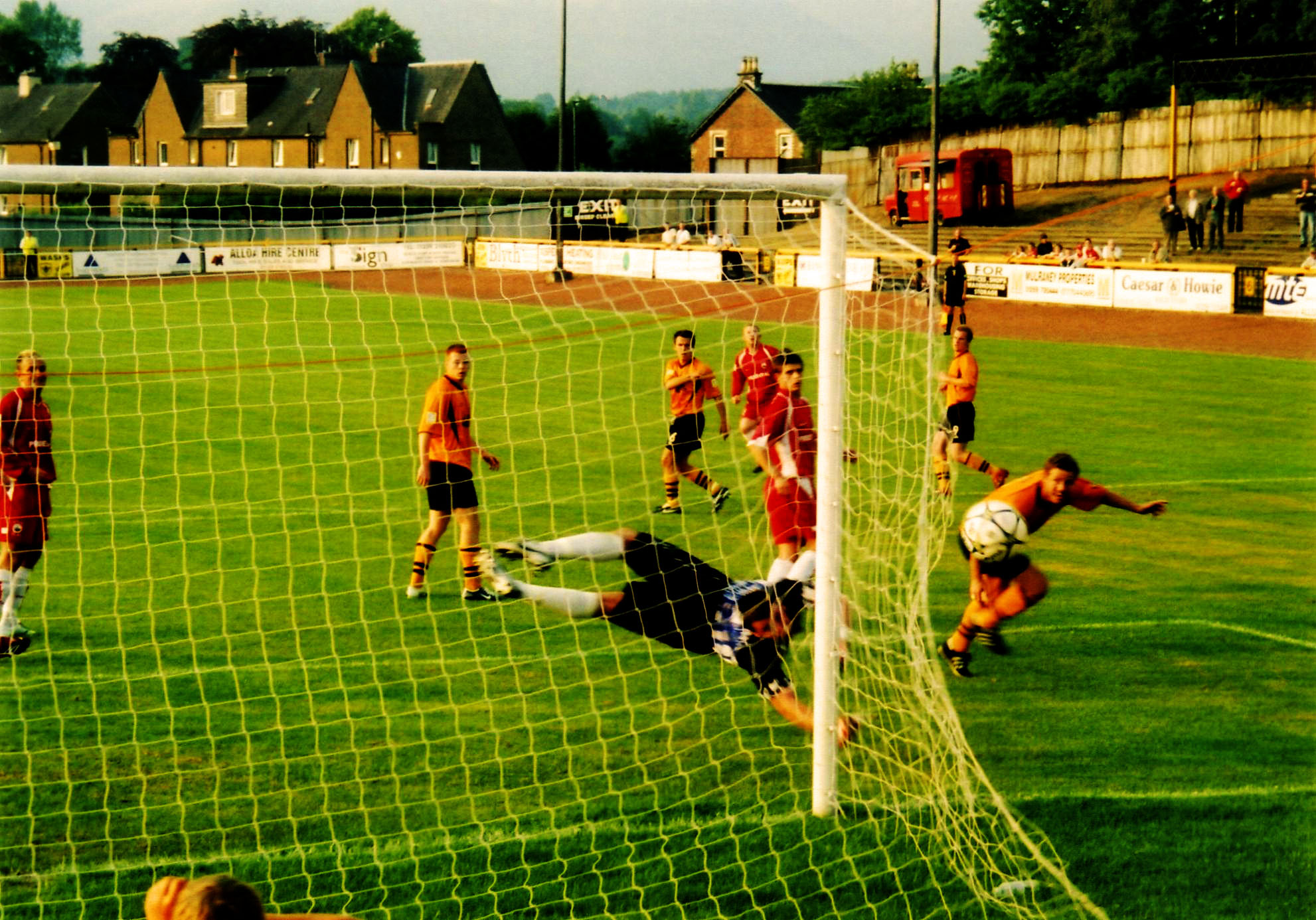
艾比安士特寧在2008年6月對阿洛厄的一次攻門

1950及1960年代對阿洛厄而言沒有取得任何成就，僅訓練出約翰·韋德（John White），他其後轉投成為1960/61年球季雙料冠軍成員之一，並入選代表蘇格蘭出賽。往後二十年，阿洛厄在甲組〈第二級〉及乙組〈第三級〉之間浮沉。

舊標志

在蘇格蘭足球聯賽不斷的重組下，阿洛厄於1995年被置於新設的丙組〈第四級〉聯賽，直到1997/98年球季阿洛厄終於再次贏得聯賽冠軍，對上一次奪冠已是1921/22年球季，相距76年。球隊鞏固其乙組席位後，於1999年奪得蘇格蘭聯賽挑戰盃，更於數個月後獲得升班甲組〈第二級〉資格，翌季降班後隨即再次升班，但再一次僅能維持一季，以得失球差不及而飲恨降班。
自2003年以後阿洛厄一直在乙紅組參賽，於2009/10年球季原本有機會奪冠升班，但最終以得失球差不及而失去冠軍及直接升班席位，繼而在附加賽準決賽出局。

## 球衣
阿洛厄傳統穿著黃、黑橫間球衣，黑短褲及袜，而作客則穿深藍有黃邊的球衣。球隊球衣款式歷來均以橫間為主，只間中穿著全黃或全橙的球衣，但在1897/98年球季曾改用海軍藍及白直間，是唯一完全沒有黃或橙色的球衣。球會自1984年開始獲得球衣贊助，至今已有6間不同的贊助商。

## 主場球場
遊樂公園球場（Recreation Park）可容3,100名觀眾，自1895年遷入至今，在球會歷史中大部分時間均在此渡過，在此之前，阿洛厄曾短暫採用多個球場用作主場。

## 榮譽
- 蘇格蘭乙組聯賽〈第二級〉
  - 冠軍（1）：1921/22年；
  - 亞軍（1）：1938/38年；

- 蘇格蘭乙組聯賽〈第三級〉
  - 亞軍（7）：1976/77年、1981/82年、1984/85年、1988/89年、1999/00年、2001/02年、2009/10年；

- 蘇格蘭丙組聯賽〈第四級〉
  - 冠軍（1）：1997/98年；

- 蘇格蘭聯賽挑戰盃:
  - 冠軍（1）：1999/00年；
  - 亞軍（1）：2001/02年；

## 外部連結
- 阿洛厄官網